# Strzybóg
Strzybóg – w mitologii słowiańskiej bóg występujący w trzech źródłach wschodniosłowiańskich, którego kult mógł istnieć także w Polsce. Źródła nie informują o funkcjach boga, lecz współcześnie najczęściej interpretowany jako bóstwo wiatru, które rozdziela bogactwa.

## Źródła
Strzybóg pierwszy raz w zapiskach pojawia się w XI-wiecznej Powieści minionych lat razem z innymi bogami, którym Włodzimierz Wielki postawił posągi:

I postawił bałwany na wzgórzu za dworem teremnym: Peruna drewnianego z głową srebną i wąsem złotym, i Chorsa, Dadźboga i Strzyboga, i Simargła, i Mokosz. I składali im ofiary, nazywając ich bogami, i przywodzili syny swoje i córy na ofiarę biesom i plugawili ziemię ofiarami swymi. I splugawiła się krwią ziemia ruska i wzgórze to. Lecz przełaskawy Bóg nie chciał śmierci grzeszników, na tym wzgórzu dziś cerkiew stoi, św. Wasyla.

W Słowie o wyprawie Igora wiatry nazywana są Strzybożymi wnukami:

Być gromowi wielkiemu, iść deszczowi strzałami od Donu [...] o ziemio ruska, jużeś zaszła za góry; oto wiatry, Striboży wnuki, wieją od morza strzałami na chrobre pułki Igorowe, ziemia tętni, rzeki mętnie cieką prochy pola przykryły, łopocą chorągwie.

Strzybóg wymieniany jest również w Słowie Jana Złotoustego:

drudzy wierzą w Striboga, Dażboga i Perepłuta, którzy wiercąc się jemu piją w rogach, zapomniawszy o Bogu stwórcy (...) i tak weseląc się o swoich bałwanach.

## Dziedzictwo

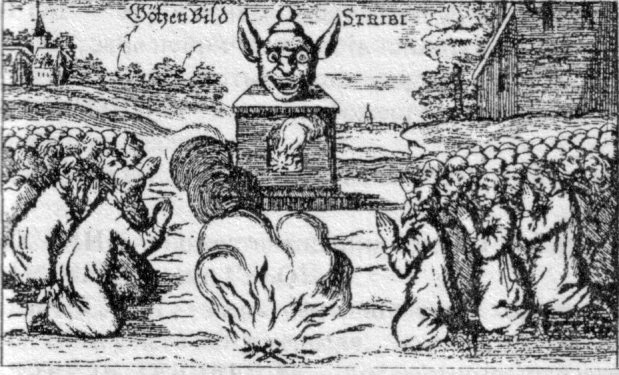
Chrześcijańskie, propagandowe przedstawienie Strzyboga, Georg A. Schleusing, Starożytna i współczesna religia Moskali, 1698

Po chrystianizacji imię zachowało się w toponimii: Стрибожь, Striboż w guberni nowogrodzkiej, jezioro Стрибоже, Stryboże, rzeka Стрибожская, Strybożskaja w województwie kijowskim, wieś Стрибож, Stryboż w obwodzie żytomierskim, w Polsce wieś Strzyboga oraz poświadczony w 1282 r. strumień Striboc (= Stribog) pod Tczewem , być może łacińska nazwa z Połabia Striboz (1122 r.).

## Etymologia i interpretacje

### Etymologie współczesne

#### Interpretacja wiatrowa
Według Romana Jakobsona Stribog zawiera w sobie rdzeń stri-, wywodzący się z prasł. czasownika *sterti ‘rozszerzać, rozprzestrzeniać, rozpościerać, rozpraszać’ poświadczonego tylko z przyrostkami, np. polskie rozpostrzeć, rosyjskie простереть, prostierietʹ, czy staroczeskie (nepokoj) strieti. Czasownik ten pochodzi z praindoeuropejskiego rdzenia *ster-, które w łacinie występuje w czasowniku sterno i w greckim czasowniku στόρνυμι, stórnymi ‘rozprzestrzeniać’. Teonim ten składałby się więc z rdzenia stri- oraz słowa bóg. Na tej podstawie uznaje Strzyboga jako ‘boga rozdzielającego bogactwo’, boga uzupełniającego Dadźboga, ‘boga dającego bogactwo’. Dowodem na związek Strzyboga z wiatrem ma być jego irański odpowiednik, bóg wiatru Waju, który w Aweście mówi „jestem nazywany tym, co rozpościera”. Wiąże on parę Dadźboga i Strzyboga z wedyjską parą Bhaga i Amça, czy z grecką parą Aisa i Poros. Taka etymologia jest jedną z najpopularniejszych.
Według Michała Łuczyńskiego etymologia Jakobsona jest poprawna pod względem językowym, jednak według niego podział teonimu na stri- i -bog mało prawdopodobny, ponieważ hydronimy i nazwy osobowe wskazują, że spółgłoska ⟨b⟩ należała do członu, nie przyrostka, np. ukraiński hydronim Стриб, Stryb, czy polskie nazwiska zaczynające się na Strzyb-: *Strzybala, Strzybalska, Strzybna, Strzybny.
Stanisław Urbańczyk, za Luborem Niederle i Aleksandrem Afanasjewem łączył teonim z czeskim dialektalnym (morawskim) stři ‘ostry wiatr, powietrze’, a teonim tłumaczył jako ‘bóg skrzypienia, świstu’.
Etymologię Jakobsona wspierał Aleksander Gieysztor. W poszukiwaniu przejawów kultu wiatru u Słowian wskazywał na bułgarski wiatr тъмичарин, tymiczarin, który niesie ciemność i oślepia, a w Serbii wiatr południowy nazywa się „jednookim” (чоравац, czorawac), co może być echem jakiegoś dawnego motywu mitologicznego, z którym być może związany jest jednooki Odyn, który podobnie jak Strzybóg umiejscawiany jest w pierwszej grupie trójpodziału Dumézila, i którego czasami interpretowano jako boga wiatru, oddechu.

#### Interpretacja wodna
Omieljan Ogonowskij i Aleksander Brückner odrzucili etymologię wiatrową jako nieuzasadnioną. Zamiast tego wiązali teonim z ukraińskim czasownikiem стриба́ти, strybaty ‘skakać’ i tłumaczyli go jako ‘bóg-skokan, bóg, który skacze’. Brückner pod względem budowy słowa dzielił je na człon strib-, oraz przyrostek -og, na podobieństwo Swaroga (swar- + -óg). Wskazywał na całą rodzinę wyrazów z członem strib- związaną ze skakaniem: стриб, stryb ‘skok’, стриба́ти, strybaty ‘skakać’, стрибо́к, strybok ‘skok’, стрибну́ти, strybnuty ‘skakać’ itd. Dalej zaznaczył, że nic więcej na temat teonimu nie potrafi powiedzieć.
Do takiej etymologii powraca Michał Łuczyński. Wskazuje on, że wymienione wcześniej słowa ukraińskie o takim znaczeniu znajdują się także w niektórych południowo-zachodnich gwarach rosyjskich. Dodatkowo wskazuje, że przy badaniu etymologii teonimu pominięto jednak niektóre słowa: rosyjskie стрыбый, strybyj ‘bystry, prędki (‘szybkocieknący’), ros. dial. стрива́ть, stribat` ‘błyskać (o błyskawicy)’, oraz ukr. стрибати, strybaty w znaczeniu ‘uciekać, lecieć’, ‘wysoko i daleko skakać’. Formę prasłowiańską tych słów rekonstruuje jako *strybati od prasł. rdzenia *strū-. Według niego, ‘skok’, ‘skakać’ jako znaczenie tej rodziny wyrazów w ukraińskim i niektórych gwarach rosyjskich wykształciło się późno, a pierwotnym znaczeniem tych słów byłoby ‘poruszać się z dużą prędkością’, oraz ‘pływać’. Wskazuje on na bałtyjski odpowiednik znaczeniowy ros. strybyj ‘bystry, prędki’, litewski sraujùs ‘bystry’, łotewski stràujš ‘wartki, prędki, szybki’, co może wskazywać na prawdopodobne istnienie ros. stryb- ‘prąd (wodny)’, por. lit. sraujà, łot. strauja ‘prąd (wodny)’. Dodatkowo ros. dial. stribat' ‘błyskać (o błyskawicy)’ wykazuje bliskie podobieństwo znaczeniowe z chorwackim strujiti ‘płynąć (o prądzie elektrycznym)’ i przytacza opinie innych językoznawców, wedle których chorw. strujiti może odnosić się do wody, jak i powietrza, a przenośnie także do prądu elektrycznego.
Prasłowiańską formę teonimu rekonstruuje jako *Strybogъ, które składałoby się z członu *strybъ (rzeczownika odczasownikowego od *strybati ‘przemieszczać się szybko’ z ‘płynąć, biec’), oraz przyrostka -ogъ, który nie pełnił żadnej funkcji. Sam człon kontynuowałby prasł. rdzeń *stry- ‘płynąć, ciec’, z prabałtosłowiańskiego *srū-, z praindoeuropejskiego *srew- ‘płynąć’. Za taką etymologią przemawia fakt, że po chrystianizacji teonim ten zachował się głównie w hydronimach, co świadczy o tym, że znaczenie teonimu było Słowianom znane.
Staroruski zapis teonimu (Стрибогъ, Stribogǔ) z samogłoską ⟨i⟩ zamiast oczekiwanej ⟨y⟩ wytłumaczalny jest jako mieszanie się tych samogłosek, co poświadczone jest w zabytkach południoworuskich od końca XI w., co wiązane jest z wpływem gramatyki języka cerkiewnosłowiańskiego/bułgarskiego na język staroruski. Mieszanie się tych samogłosek występuje również w hydronimach (*Stir-/*Styr) i w ukraińskim, por. Стрый/Стрий, Stryj/Strij, Стрына/Стрина, Stryna/Strina.

### Dawne i inne etymologie
Według Marka Veya Strzybóg mógł być w istocie pierwotnie epitetem oznaczającym dosłownie ‘bóg ojciec’, który był stosowany w religiach Indoeuropejczyków do określania boga dziennego nieba. Zrekonstruowaną praindoeuropejską formą oznaczającą ‘bóg ojciec’ jest *Dyḗus ph₂tḗr (por. z rzymskim Jowiszem (Iūpiter, Diespiter), greckim Zeusem (Zeus Pater) i wedyjskim Djausem (Djausz-pitry); czasami w odwrotnej kolejności) oraz jego lokalna odmiana *ph₂tḗr bhagos. Ludy słowiańskie po tzw. „inwersji irańskiej” porzuciły słowo *dyḗus oraz zastąpiły go słowem bóg, które jest zapożyczeniem z języków irańskich (z pie. *bhagos) i które występować ma jako drugi człon imienia. Praindoeuropejskie *ph₂tḗr ‘ojciec’ generalnie również uważa się za niewystępujące u Słowian (zastąpione przez synonim *átta → ojciec) lub nawet u Bałtosłowian, lecz według Veya *ph₂tḗr przekształciło się w ogólnosłowiańskie słowo stryj, które obecnie oznacza ‘wuj, brat ojca’ w następujący sposób: *ph₂tḗr → *ptri- → stri-, i stanowi pierwszy człon imienia. Strzybóg więc mógł być słowiańskim bogiem nieba. Za taką etymologią opowiedziało się szereg badaczy, w tym Wiaczesław Iwanow i Władimir Toporow, którzy umiejscowili Strzyboga w pierwszej grupie tzw. trójpodziału funkcji Dumézila, która grupuje bóstwa naczelne, opiekujące się społecznością oraz czuwające nad podziałem dóbr.
Taka etymologia jest jednak krytykowana przez współczesnych językoznawców. Słowo stryj wywodzi się z pie. *stru-io- i pokrewne jest z lit. strùjus ‘wujek, starzec’, st. irl. sruith ‘stary, czcigodny’ i st. wal. strutiu ‘starzec’, a proces opisany przez Veya nie zachodził w języku słowiańskim . Brückner w swoim Słowniku zauważa, że słowem stryj nazywano czasami ‘pomyślny wiatr’ i połączył to z rdzeniem stru- ‘płynąć’ (por. Stryj na Ukrainie).
Istnieją także inne interpretacje imienia: Zelenin połączył imię ze słowem стрити, stryty (prasł. *sъtьri) ‘unicestwiać, niszczyć’ i uznał Strzyboga jako ‘unicestwiającego, niszczącego boga’, boga wojny. Jego pogląd wspierali Orłow i Borowski , wskazywać może też na to fakt, że Waju również czci się jako boga wojny, zmarłych, urodzaju ale także losu złego i dobrego, gdyż łączy niebo i ziemię. Imię wiązano też z przydomkiem Ahura Mazdy Śribaya/Stribaya (‘piękny bóg’, ‘bóg godny czci’, por. श्री, śri ‘piękno’), co ma być wpływem irańskim i ostatecznie pochodzić od *ph₂tḗr bhagos , lecz ta etymologia jest krytykowana. Vittore Pisani rekonstruował imię jako *strigo-bogъ, w którym *strigo- odpowiadałoby łac. frigus (‘mróz, chłód’) i w takim wypadku Strzybóg byłby bogiem zimna. Berneker wyprowadził człon od słowa strój (w znaczeniu ‘czynić, działać’) i zinterpretował imię jako ‘zarządca dobra’, Schütz wywodził imię z tego samego słowa, ale interpretował je jako ‘biorca dobra’, co mogło odpowiadać roli Strzyboga w Słowie o wyprawie Igora.

## Wpływy
- HD 75898 – gwiazda o nazwie własnej Stribor
- Góry Stribog – pasmo gór na Antarktydzie
- Ivana Brlić-Mažuranić: Šuma Striborova ("Las Strzyboga") – opowieść z kolekcji opowiadań Priče iz davnine.